# Messerschmitt P.1112
El Messerschmitt P.1112 fue un proyecto de caza de reacción alemán diseñado a principios de 1945, en la etapa final de la Segunda Guerra Mundial, con intención de corregir las deficiencias del proyecto P.1111. 

## Diseño y desarrollo

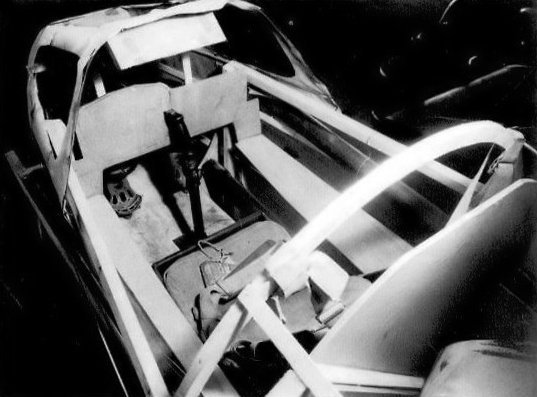
Cabina: Maqueta del Messerschmidt P.1112/V1 descubierto por el ejército estadounidense en Oberammergau en abril de 1945.

El P.1112 sufrió muchos cambios de diseño en poco tiempo hasta alcanzar la forma final. El diseño final del proyecto disponía de ala en flecha de 40° con un tanque de combustible autosellante —con capacidad para 250 kg de carburante— en cada ala. El fuselaje albergaba otro tanque —con capacidad para 550 kg— delante del motor, proporcionando una capacidad total aproximada de 1900 litros con previsiones de poder ser aumentada a 2.400 litros. Se diseñó teniendo en cuenta que el turborreactor He S 011A que propulsaría el avión pudiera ser actualizado al más potente He S 011B una vez estuviera disponible. La admisión del motor era dada por dos tomas de aire localizadas en los laterales del fuselaje sobre los encastres alares. La cola de un estabilizador horizontal convencional bastante grande fue cambiada en el diseño final por una cola en V. El piloto iría sentado en una cabina presurizada muy adelantada y totalmente carenada en el fuselaje, con asiento eyectable y protegido por un parabrisas inclinado de 100 mm de grosor, 60 mm en las ventanas laterales. El armamento consistiría en cuatro cañones automáticos MK 108 de calibre 30 mm montados en los laterales del fuselaje rodeando la cabina del piloto, pero también se podían montar otras configuraciones de cañones.
Waldemar Voigt, jefe del equipo de diseño, estimó que este avión podría comenzar los vuelos de prueba antes de mediados de 1946. Una maqueta del P.1112 se encontraba en construcción cuando las tropas de los Aliadas tomaron los talleres de Oberrammergau el 29 de abril de 1945, tomando posesión de todos los documentos relacionados con el P.1112. Y no es coincidencia que las alas del Chance Vought F7U Cutlass de la Armada de los Estados Unidos presenten características del P.1112, ya que después de finalizar la guerra Waldemar Voigt pasó a trabajar en la compañía Vought estadounidense.

## Especificaciones

### Características generales
- Tripulación: 1 piloto
- Longitud: 8,25 m
- Envergadura: 8,74 m
- Planta motriz: 1× turborreactor .

### Rendimiento
- Velocidad máxima operativa (Vno): 1.100 km/h

### Armamento
- Cañones: 4× MK 108 de calibre 30 mm

### Aeronaves similares
- Chance Vought F7U Cutlass